# 维克拉姆·库马尔·多赖斯瓦米
维克拉姆·库马尔·多赖斯瓦米（英語：Vikram Kumar Doraiswami，1969年7月11日—），印度外交官，現任印度駐英國高級專員，曾任印度駐孟加拉高級專員。

## 经历
维克拉姆·库马尔·多赖斯瓦米出生於1969年7月11日。
1992年，多賴斯瓦米進入印度外事服務。